# Seria
Seria é um mukim do daerah de Belait, em Brunei. A sua capital é a cidade de mesmo nome.